# グッド・ハーブ
『 グッド・ハーブ 』（ 西：Las buenas hierbas、英：The Good Herbs ）は、2010年に製作されたメキシコ映画。

## キャスト
- ダリア：ウルスラ・プルネダ
- ララ：オフェリア・メディーナ
- ブランキータ：アナ・オフェリア・ムルギア
- コスモ：コスモ・ゴンサレス・ムニョス